# Szczecin Dziewoklicz
Szczecin Dziewoklicz – nieistniejący już przystanek, który zlokalizowany był przy ul. Floriana Krygiera (droga krajowa nr 31) nieopodal Odry. Nazwa stacji pochodzi od położonego w pobliżu kąpieliska nad Kanałem Leśnym (Odyńca). Został otwarty po zbudowaniu linii z Dąbia do Szczecina Głównego, przez południowe Międzyodrze w 1936 roku a 10 lat później przestał pełnić funkcje przystanku osobowego. Obecnie posterunek odgałęźny i nastawnia „DZ”. Z Dziewoklicza odchodzi także linia w kierunku nastawni „SPB”. W pobliżu znajduje się przystanek ZDiTM „Dziewoklicz”.